# Aburria aburri
La pava aburria (Aburria aburri), también conocida como pava negra, guayón, pava carunculada, yacutingá negra, gurrí y gualí es una especie de ave Craciformes de la familia Cracidae que habita en los bosques nubosos húmedos  de los Andes, entre los 600 y 2.500 m s. n. m., en Colombia, Venezuela, Ecuador y Perú. No se reconocen subespecies.

## Características
Alcanza en promedio 71 cm de longitud. Su plumaje es negro brillante. Presenta pico con la cere azul cobalto y la punta negra, tiene un área desnuda roja en la región media del cuello más abajo de la garganta, de dónde a la hembra ostenta una carúncula pendular de color amarillo crema, el macho no presenta la carúncula.

## Historia natural
Busca alimento en grupos de hasta 8 individuos en los estratos medio y alto del bosque, en los árboles con frutos.